# Riso di Grumolo delle Abbadesse
Il Riso di Grumolo delle Abbadesse è un prodotto tipico veneto, presidio di Slow Food.
A Grumolo delle Abbadesse, un piccolo comune al confine tra le province di Vicenza e Padova, il riso è stato introdotto dalle monache benedettine e si coltiva dal ’500. Anche alle badesse si deve la bonifica dei terreni, il prosciugamento delle paludi e la costruzione dei canali. La varietà di Grumolo è il vialone nano con chicchi minuscoli, ma la qualità, grazie alla caratteristiche del terreno e delle acque, è eccellente: sopporta bene la cottura, si gonfia molto con la cottura stessa e assorbe molto bene i condimenti.